# Sixten Söderman
Knut Sixten Söderman, född 5 januari 1912 i Sollefteå, död där 17 september 1994, var en svensk skogstjänsteman och målare.
Söderman studerade konst vid Otte Skölds målarskola i Stockholm 1932–1933 och med självstudier under resor till Norge och Finland. Tillsammans med Paul Backelin ställde han ut i Sollefteå 1955 och 1956 samt tillsammans med Backelin och Ingeborg Sundbaum i Sundsvall 1944 samt i olika samlingsutställningar i norra Sverige. Hans konst består av landskapsskildringar i olja, akvarell samt gouache. Som illustratör illustrerade han bland annat Bengt Dahlmans En sjöman ser på världen 1923. Söderman är representerad vid Sollefteå folkskola och Lv 5 i Sundsvall.